# Strijdom-kormány
A Strijdom-kormány Dél-Afrika 12. kabinetje volt. Miután D. F. Malan nyugdíjba vonult, és kabinetjét J. G. Strijdom vette át, valamint ő lett a miniszterelnök, egy új választás kiírása látszott esedékesnek. Ezt a Parlament meg is szavazta, így a Nemzeti Párt, amely elsöprő többséggel megnyerte az 1958-as dél-afrikai választásokat, kormányt alakíthatott Strijdommal az élen, aki viszont betegeskedése miatt csak pár hónapig tölthette be a miniszterelnöki pozíciót, így utódja Hendrik Verwoerd bennszülöttügyi miniszter lett. 

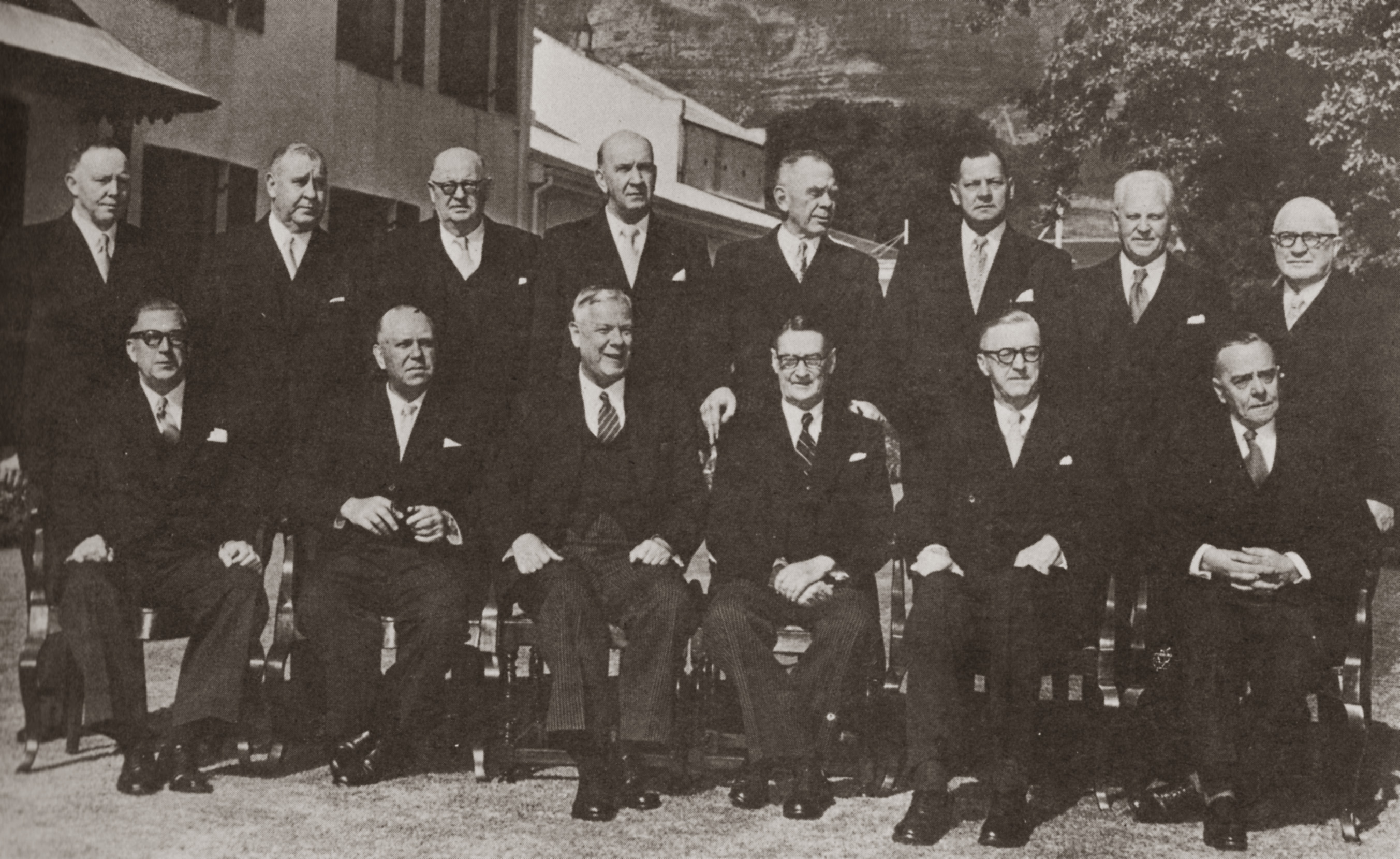

## A kabinet felépítése
A halványan megjelenített sorokban szereplő minisztereket a kormány mandátumának lejárta előtt leváltották.
| Poszt | Poszt                                                                        | Miniszter        | Terminus            | Terminus            | Párt |
| ----- | ---------------------------------------------------------------------------- | ---------------- | ------------------- | ------------------- | ---- |
|       | Miniszterelnök                                                               | Hendrik Verwoerd | 1958. augusztus 24. | 1961. október 8.    | NP   |
|       | Miniszterelnök                                                               | Hans Strijdom    | 1958. április 16.   | 1958. augusztus 24. | NP   |
|       | Helyettes miniszterelnök                                                     | Hendrik Verwoerd | 1958. április 16.   | 1958. augusztus 24. | NP   |
|       | Védelmi miniszter                                                            | Jim Fouché       | 1959. december 14.  | 1961. október 8.    | NP   |
|       | Védelmi miniszter                                                            | F. C. Erasmus    | 1958. április 16.   | 1959. december 14.  | NP   |
|       | Gazdasági miniszter                                                          | Nico Diederichs  | 1958. április 16.   | 1961. október 8.    | NP   |
|       | Az oktatás, művészet és tudomány minisztere                                  | J. J. Serfontein | 1958. április 16.   | 1961. október 8.    | NP   |
|       | Pénzügyminiszter                                                             | T. E. Dönges     | 1958. április 16.   | 1961. október 8.    | NP   |
|       | Külügyminiszter                                                              | E. H. Louw       | 1958. április 16.   | 1961. október 8.    | NP   |
|       | Erdőügyi miniszter(a pozíciót egyesítették a vízügyi miniszterével 1959-ben) | F. C. Erasmus    | 1958. április 16.   | 1959                | NP   |
|       | Egészségügyi miniszter                                                       | Albert Hertzog   | 1958. április 16.   | 1961. október 8.    | NP   |
|       | Belügyminiszter                                                              | Tom Naudé        | 1958. április 16.   | 1961. október 8.    | NP   |
|       | Igazságügyi miniszter                                                        | F. C. Erasmus    | 1959. december 12.  | 1961. október 8.    | NP   |
|       | Igazságügyi miniszter                                                        | C. R. Swart      | 1958. április 16.   | 1959. december 12.  | NP   |
|       | Munkaügyi miniszter                                                          | Jan de Klerk     | 1958. április 16.   | 1961. október 8.    | NP   |
|       | Földművelésügyi és öntözési miniszter                                        | P. O. Sauer      | 1958. április 16.   | 1961. október 8.    | NP   |
|       | Postaügyi és kommunikációs miniszter                                         | Albert Hertzog   | 1958. április 16.   | 1961. október 8.    | NP   |
|       | Közmunkaügyi miniszter                                                       | P. O. Sauer      | 1958. április 16.   | 1961. október 8.    | NP   |
|       | Népjóléti és nyugdíjazási miniszter(átnevezve 1958-ban)                      | J. J. Serfontein | 1958. április 16.   | 1961. október 8.    | NP   |
|       | Közlekedési miniszter                                                        | B. J. Schoemann  | 1958. április 16.   | 1961. október 8.    | NP   |
|       | Vízügyi és földműveléstechnikai miniszter                                    | P. K. Le Roux    | 1958. április 16.   | 1961. október 8.    | NP   |